# 萧洪达
萧洪达（1918年—2005年9月18日），又称肖洪达，男，广东潮阳人，中华人民共和国政治人物。

## 生平
1938年，参加革命。1939年，参加新四军，同年加入中国共产党。抗日战争时期，他历任干事、副科长、科长、《前锋报》编辑、《抗敌报》主编、旅教导大队教导主任等职。第二次国共内战期间，担任东北军政干校秘书科长，东北民主联军总政治部民运科长，四野政治部民运科长、秘书处长、组织部副部长等职，参加了东北地区的土改、支前等工作，参加了天津战役。1955年，任军委副主席叶剑英办公室主任。
之后转任沈阳112厂党委副书记，中共中央中南局经济委员会副主任兼军工局长、宣传部副部长，中共广东省委常委兼办公厅主任等职。文化大革命期间受到迫害。1975年任军委办公厅副主任，1977年10月－1985年9月，任中央军委办公厅主任、军委办公会成员。1985年中国共产党全国代表会议上，增选中央纪律检查委员会委员；1987年中国共产党第十三届中央委员会上，当选纪律委员会常委、副书记。2005年9月18日在北京逝世，享年87岁。